# Klaas
Klaas, właśc. Klaas Gerling (ur. 3 stycznia 1981 roku w Kolonii) – niemiecki DJ i producent.

## Dyskografia

### Albumy
Źródło: Discogs
- What Is Love 2K9 (meets Haddaway)

### Single i produkcje
Źródło: swedishcharts.com, Discogs
- „Infinity 2008”
- „What Is Love 2K9” (meets Haddaway)
- „Our Own Way”
- „Downtown”
- „Freak"
- „It's My Day” (2010)
- „Better Days” (2009)
- „Feel The Love” (2008)
- „Make You Feel” (2008)
- „How Does It Feel” (2009)
- „The Way” (2007)
- „Confession” (2006)
- „Get Twisted” (2006)
- „Whipe Your” (2006)
- „Music Is Dope” (Micha Moor) (2009)
- „Slip & Slide” (Micha Moor) (2008)

### Remiksy singli
- Klaas & Bodybangers – „Freak” (Klaas Remix)
- Jessy Matador – „Bomba” (Klaas Mix)
- Jessy Matador – „Bomba” (Klaas Club Mix)
- Example – „Kickstarts” (Klaas Mix)
- Stromae – „House’llelujah” (Klaas Remix)
- Stromae – „House'llelujah” (Klaas Extended Mix)
- Menyo – „Follow Your Heart” (Klaas remix)
- Jasper Forks – „River Flows in You” (Klaas Radio Mix)
- Safri Duo – „Helele” (Klaas Mix)
- Culcha Candela – „Somma im Kiez” (Klaas Remix)
- Reel 2 Real – „I Like to Move It” (Klaas Remix)
- Greg Cerrone – „Invincible” (Klaas Remix)
- Attack Attack – „Set The Sun” (Klaas Remix)
- Michael Mind – „Ride Like The Wind” (Klaas Remix)
- Global Deejays – „Everybody’s Free” (Klaas Remix)
- Antoine Clamaran & Mario Ochoa – „Give Some Love” (Klaas Remix)
- Micha Moor – „Space” (Klaas Club Mix)
- Micha Moor – „Space” (Klaas Bigrooom Mix)
- Eddie Thoneick – „Together As One” (Klaas Remix)
- Patrick Bryce – „Papercut” (Klaas & Micha moor Remix)
- Chrissi D! – „Don't you Feel” (Klaas Remix)
- DJ Aston Martinez – „You Wanna” (Klaas Remix)
- Erik Decks – „Wild Obsession Theme” (Klaas Remix)
- DJ Shumilin – „Roller Head” (Klaas Remix)
- No Angels – „Goodbye To Yesterday” (Klaas Remix)
- DJ Antoine – „This time” (Klaas Remix)
- Greg Cerrone – „Pilling me” (Klaas Remix)
- John Morley – „Naughty” (Klaas Remix)
- I’m A Finn Vs Klaas – „I Love You” (Klaas Remix)
- The Freelance Hellraiser – „Weightlessness” (Klaas Remix)
- Lissat & Voltaxx – „Young and beautiful” (Klaas & Micha Moor Remix)
- Spinning Elements – „Freak” (Klaas Remix)
- Dr. Kucho & Gregor Salto – „Can’t Stop Playing"
- Fragma – „Memory” (Klaas Remix)
- Danny S – „Keep Me Hanging On” (Klaas Remix)
- Jean Elan – „Where's Your Head At ?” (Klaas Remix)
- Guru Josh Project – „Infinity 2008” (Klaas Remix)
- Guru Josh Project – „Infinity 2008” (Klaas Vocal Edit)
- MATTN & Futuristic Polar Bears ft. Roland Clark - Café Del Mar 2016 (Dimitri Vegas & Like Mike vs Klaas Vocal Mix)